# Peter Schönhoff
Peter Schönhoff (* 12. Februar 1938 in Breslau) ist ein deutscher Künstler und Schriftsteller.

## Leben
Der in Breslau geborene Peter Schönhoff wurde 1945 nach Prisselberg bei Altenburg evakuiert und lernte von 1949 bis 1956 als Internatsschüler im Landschulheim Windischleuba. In Windischleuba machte er seine ersten Schreibversuche; er zeichnete, malte und erhielt eine Gesangsausbildung. Von 1956 bis 1959 war er Matrose der DDR-Seestreitkräfte und wurde Mitglied der SED. Nach dem Studium der Germanistik und Kunsterziehung von 1959 bis 1964 an der Karl-Marx-Universität in Leipzig studierte er Gesang. Anschließend arbeitete er ab 1964 als Kunsterzieher und Deutschlehrer in Ponitz und trat öffentlich mit Liederabenden auf. Von 1968 bis 1974 war er stellvertretender Leiter der Abteilung Kultur beim Rat des Kreises Glauchau und danach bis 1977 Leiter des Kreiskulturkabinetts in Glauchau.
Wegen seines Protests gegen die Ausbürgerung von Wolf Biermann kam er von Mai bis Dezember 1977 in Untersuchungshaft nach Karl-Marx-Stadt ins MfS-Gefängnis auf dem Kaßberg und wurde aus der SED ausgeschlossen. Von 1978 bis 1979 arbeitete er als Anstreicher in einer Molkerei. Ab 1986 war er als freischaffender Maler und Grafiker tätig.
Nach dem politischen Umbruch in der DDR wurde er 1990 Direktor des Museums und der Kunstsammlung Schloss Hinterglauchau, bevor er sich ab 1994 wieder freiberuflich betätigte. Er war auf Ausstellungen unter anderem in Glauchau, Meerane, Dresden und Wiesbaden vertreten und veröffentlichte Feuilletons, Kunstkritiken, Novellen und Erzählungen, bevor 2005 sein erster Roman erschien. Sein Thema sind ausschließlich Dinge, die er mit seinen Mitmenschen auszuhandeln hat. So handelt zum Beispiel sein Zyklus SchumannLebenLied mehr von ihm als tatsächlich von Schumann.
Er wohnt und arbeitet in einem alten Bauernhaus im Ortsteil Niederschindmaas der Gemeinde Dennheritz im sächsischen Landkreis Zwickau.
Peter Schönhoff ist verheiratet und hat drei Söhne.

## Altenbourg-Ausstellung
In seiner Funktion als Leiter des Kreiskulturkabinetts war Peter Schönhoff 1975 gemeinsam mit seinem Vorgesetzten Ernst Kreitlow, dem Maler Johannes Feige und dem damaligen Museumsdirektor des Schlosses Hinterglauchau, Günter Ullmann, an der großen Glauchauer Ausstellung von Gerhard Altenbourg beteiligt. Die Ausstellung war zunächst von höherer Seite abgelehnt worden, weil Gerhard Altenbourg sich der offiziellen sozialistischen Kulturpolitik konsequent verweigerte. Begründet wurde die Ablehnung der Ausstellung mit sogenannten „Sauereien“, da eines der Werke den Titel Beim Ficken trug. Dennoch konnte die Ausstellung gegen alle Widerstände durchgesetzt werden.

## Werke (Auswahl)

### Bücher
- Peter Schönhoff: Der Tisch, die Metze, das Bett. Roman eines Künstlerlebens nebst hanebüchenen Mutmaßungen über tote und lebendige Geister. Stekovics, Dössel 2005, ISBN 3-89923-077-9.
- Peter Schönhoff: Herbert wunschgemäß Felix. Roman einer Heimsuchung. Shaker Media, Aachen 2013, ISBN 978-3-86858-993-1.

### Kunst
- Wandbild Die Bürger von Glauchau, im „Meisterhaus“ Glauchau (vom Abriss bedroht)
- Mappe mit Zyklus SchumannLebenLied, von der Stadt Zwickau für das Museum im Robert-Schumann-Haus angekauft.

## Ausstellungen
- 2018: Museum und Kunstsammlung Schloss Hinterglauchau, Glauchau: "Phantasmagorien Trugbilder. Aufgemalt Aufgestellt Ausgebaut"
- 2018: Kulturgut Quellenhof, Garbisdorf: "Schumann leben lied"

## Ehrungen
- 2003 Endrundenteilnehmer des MDR-Literaturwettbewerbs[1]